# Proteolyse
Als Proteolyse (von griechisch lysis, „Lösung, Auflösung“), deutsch früher auch Eiweißzerfall genannt, bezeichnet man die enzymatische Hydrolyse von Proteinen durch Peptidasen, also den Abbau von Proteinen. Von Autoproteolyse spricht man, wenn sich eine Peptidase selbst abbaut. Die Proteolyse kann durch Proteinaseninhibition mit Proteaseinhibitoren gehemmt und von Proteolyse-induzierenden Chimären (PROTACs) gefördert werden. Ein Proteinhydrolysat ist ein Produkt einer Proteolyse. Eine Proteolyse mit Bildung und Freisetzung toxischer Peptide und Kinine und folgendem Endotheldefekt kann unter anderem nach schweren Verletzungen sowie nach großen chirurgischen Eingriffen auftreten.

## Eigenschaften
Die Proteolyse kann nach ihrer Lokalisation eingeteilt werden:
1. Intrazelluläre Proteolyse
  - Abbau zelleigener Proteine im Proteasom
  - Abbau von durch Phagozytose aufgenommenen Proteinen im Lysosom
2. Extrazelluläre Proteolyse
  - Abbau von Proteinen der extrazellulären Matrix durch sezernierte oder membranständige Proteasen auf zellulärer Ebene
  - Abbau von über die Nahrung aufgenommenen Proteinen im Gastrointestinaltrakt über im Magen, Duodenum oder Pankreas synthetisierten Proteasen (beispielsweise Pepsin, Carboxypeptidasen, Aminopeptidasen, Trypsin, Chymotrypsin, Elastase, Kollagenase).

Daneben kann auch eine Unterteilung der Peptidasen nach ihrem Abbaumechanismus erfolgen. Exopeptidasen bauen Proteine vom N- oder C-Terminus der Aminosäuresequenz her ab, während Endopeptidasen ein Protein an einer bestimmten Erkennungssequenz spalten. Endopeptidasen werden weiter nach ihrem aktiven Zentrum unterteilt.
Die Proteolyse bestimmt die biologische Halbwertszeit von Proteinen maßgeblich. Die bei der Proteolyse frei werdenden Peptide können im Zuge des biochemischen Abbaus nach Zerlegung in einzelne Aminosäuren zur Proteinbiosynthese wiederverwendet oder zur Energiegewinnung genutzt werden.
Der Organismus verwendet die Proteolyse auch zur Freisetzung von Peptiden und Proteinen aus Präproteinen wie z. B. zur Aktivierung von Zymogenen wie ADH und Neurophysin oder zur posttranslationalen Modifikation.